# Halowe Mistrzostwa Świata w Lekkoatletyce 2014
15. Halowe Mistrzostwa Świata w Lekkoatletyce – zawody lekkoatletyczne, które odbywały się w dniach od 7 do 9 marca 2014 roku w Ergo Arenie, a ich organizatorem był Sopot. Decyzję o przyznaniu Polsce organizacji zawodów podjęła Rada Międzynarodowego Stowarzyszenia Federacji Lekkoatletycznych (IAAF) na spotkaniu w Monako 11 listopada 2011.

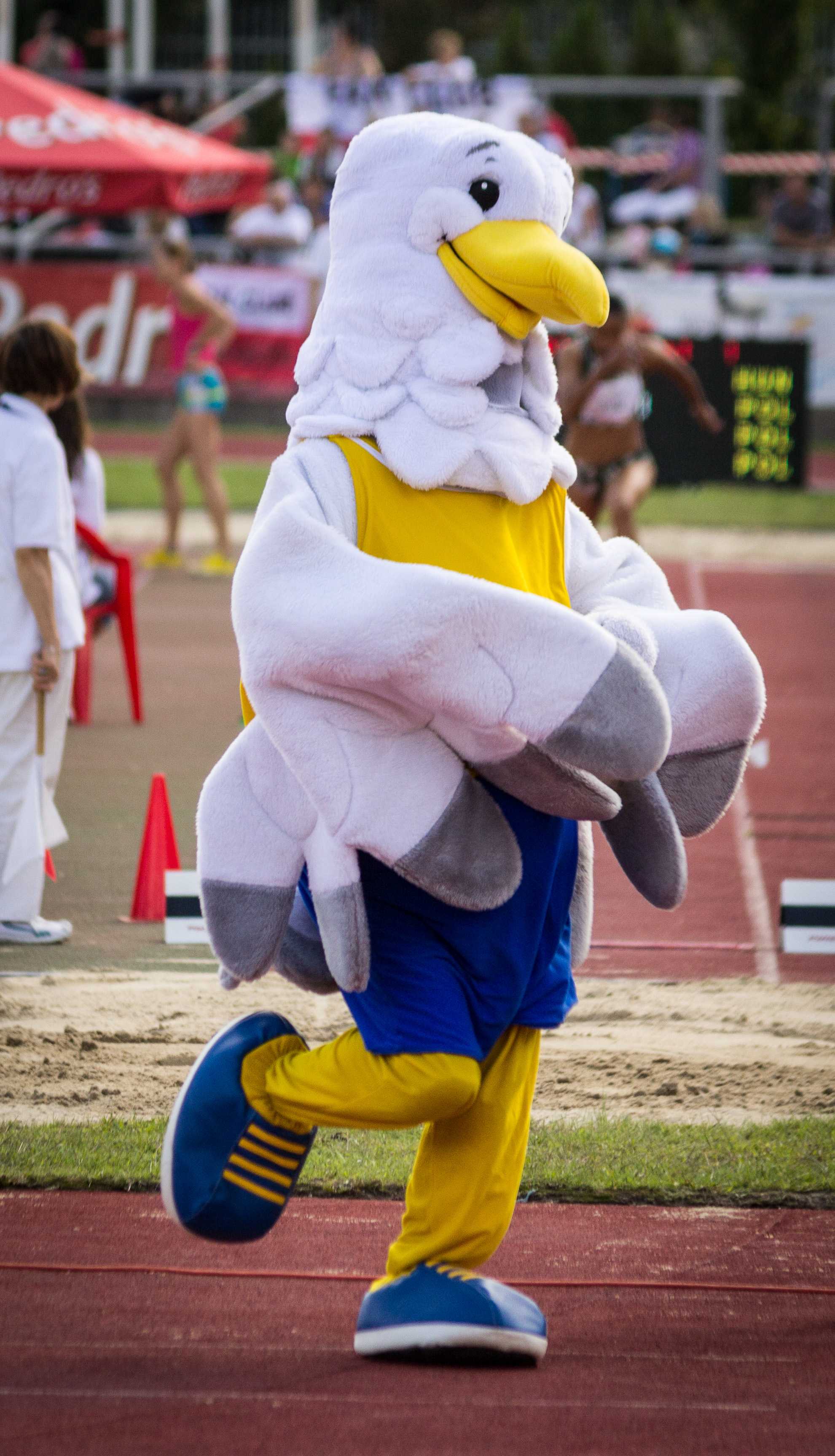
Maskotka Halowych Mistrzostw Świata 2014 podczas Memoriału Kamili Skolimowskiej 2013

Lekkoatletyczne halowe mistrzostwa świata pierwszy raz odbyły się w Polsce. Impreza była piątymi w historii kraju zawodami z kalendarza IAAF mającymi rangę globalnego czempionatu – wcześniej w 1987 odbyły się w Warszawie mistrzostwa świata w biegach przełajowych, Bydgoszcz organizowała w 1999 mistrzostwa świata juniorów młodszych, w 2008 mistrzostwa świata juniorów i w 2010 mistrzostwa świata w biegach przełajowych (stolica województwa kujawsko-pomorskiego zorganizowała także przełajowe mistrzostwa świata w 2013 roku).
W klasyfikacji medalowej zwyciężyły Stany Zjednoczone przed Rosją i Etiopią (medale zdobyli reprezentanci 30 państw). W klasyfikacji punktowej pierwsze miejsce zajęły Stany Zjednoczone, a drugie miejsce ex æquo zajęły Polska oraz Rosja (lokaty w czołowej „8” w którejś z konkurencji odnotowali zawodnicy z 50 krajów).

## Wybór organizatora
Kandydaci do przeprowadzenia zawodów musieli do 15 marca 2011 roku złożyć do IAAF listy intencyjne w tej sprawie. Chęć organizacji imprezy wyraziły dwa miasta: stolica Chorwacji Zagrzeb (zawody odbyłyby się w Arena Hall) oraz Sopot (zawody odbyłyby się w Ergo Arenie na granicy Sopotu z Gdańskiem). W obu halach nie rozgrywano dotąd zawodów lekkoatletycznych. 2 września 2011 jedynym oficjalnym kandydatem do organizacji zawodów pozostał Sopot. Propozycja Zagrzebia została wycofana z powodu braku funduszy zbyt wysokich kosztów przeprowadzenia imprezy). Szacowano, że przeprowadzenie imprezy może kosztować ponad 10 milionów dolarów (ok. 50 milionów kun) – lokalne władze lekkoatletyczne doszły ostatecznie do wniosku, że lepiej pieniądze te przeznaczyć na budowę nowej hali. Budowę nowej hali rozważano w związku ze stanem infrastruktury lekkoatletycznej w Zagrzebiu. Lokalne władze uważały także, że nie jest to dobry moment na organizację tak kosztownej imprez jaką są halowe mistrzostwa świata. Zagrzeb w przeciwieństwie do polskiej kandydatury nie posiadał także gwarancji rządowych finansowania imprezy. 24 i 25 października 2011 Sopot, Port lotniczy Gdańsk im. Lecha Wałęsy, trójmiejskie hotele, gdańską Akademię Wychowania Fizycznego i Sportu, stadion leśny i halę odwiedzili przedstawiciele IAAF. W delegacji światowej federacji znaleźli się sekretarz generalny IAAF Francuz Pierre Weiss, prezes Królewskiej Hiszpańskiej Federacji Lekkoatletycznej Jose Maria Odriozola, dyrektor zawodów klasy mistrzowskiej IAAF Kanadyjczyk Paul Hardy oraz członkini Rady IAAF Irena Szewińska. Decyzję o wyborze organizatora podjęła 11 listopada 2011 w Monako Rada IAAF. Po tej decyzji władze Sopotu, z prezydentem Jackiem Karnowskim, podpisały z IAAF wstępną umowę w sprawie organizacji zawodów. 12 marca 2012 w Stambule Rada IAAF, po otrzymaniu gwarancji finansowych (lokalnych i państwowych), oficjalnie potwierdziła, że gospodarzem zawodów będzie Sopot. Producentem sygnału telewizyjnego z mistrzostw będzie Telewizja Polska.

## Przygotowania
W czwartek 18 października 2012 odbyła się wizytacja przedstawicieli IAAF w Sopocie, którzy wysoko ocenili postęp przygotowań do mistrzostw. Kolejna wizytacja władz IAAF, podczas której omawiano kwestie związane z programem minutowym oraz zakwaterowaniem uczestników, miała miejsce w lutym 2013. W maju 2013 rozpoczęto sprzedaż biletów na zawody. 5 sierpnia 2013 Rada IAAF, podczas spotkania w Moskwie, zaakceptowała projekt medali, które będą wręczane podczas mistrzostw.
W światowej lekkoatletyce zawody zostaną poprzedzone m.in. serią halowych mityngów IAAF Indoor Permit Meetings. Jedynymi halowymi mistrzostwami kontynentalnymi przed imprezą w Sopocie były rozegrane 15 i 16 lutego 2014 w Hangzhou (Chiny) halowe mistrzostwa Azji.

### Budowa bieżni
Bieżnia została zakupiona przez Sopot wspólnie z Toruniem, w którym (w budowanej od kwietnia 2011 hali sportowo-widowiskowej) zostanie zamontowana po zakończeniu zawodów w Ergo Arenie. Ostatnia impreza w hali przed rozpoczęciem montażu bieżni miała miejsce 5 stycznia 2014. W styczniu rozpoczęto montaż konstrukcji z płytą pokrytą nawierzchnią firmy Mondo, która jest podniesiona o trzy metry względem podłoża hali. Budowa bieżni miała zakończyć się do 18 lutego, a pierwszymi zawodami lekkoatletycznymi w Ergo Arenie będą 58. Halowe Mistrzostwa Polski Seniorów (22–23 lutego).

## Sponsorzy i partnerzy
Oficjalnymi sponsorami Międzynarodowego Stowarzyszenia Federacji Lekkoatletycznych, a zarazem mistrzostw świata organizowanych pod egidą tej organizacji, są Adidas, Canon, Seiko, Sinopec, TDK, Toyota oraz VTB Bank. Polskimi partnerami narodowymi wspierającymi zawody są firma Energa oraz Totalizator Sportowy. Instytucjami wspierającymi halowe mistrzostwa świata są Urząd Miasta Sopotu, Ministerstwo Sportu i Turystyki, Polski Związek Lekkiej Atletyki, Urząd Miasta Gdańska oraz Samorząd Województwa Pomorskiego. Organizacje, które współpracują z komitetem organizacyjnym są Ergo Hestia, Agencja Reklamowa AMS, serwis ebilet.pl, Przegląd Sportowy oraz Port lotniczy Gdańsk im. Lecha Wałęsy.

## Promocja mistrzostw
27 maja 2012, podczas zawodów Tyczka na molo, medalistka olimpijska w skoku o tyczce Anna Rogowska, prezydent Sopotu Jacek Karnowski oraz eurodeputowany Janusz Lewandowski przedstawili oficjalne logo mistrzostw, na którym widnieje tyczkarka na tle panoramy Sopotu. Lokalny Komitet Organizacyjny 15. Halowych Mistrzostw Świata był partnerem stoiska Polskiego Związku Lekkiej Atletyki podczas 14. Pikniku Olimpijskiego, który odbył się 9 czerwca 2013 w Warszawie. Elementem promocji mistrzostw był także rozegrany na Stadionie Leśnym w Sopocie 13 lipca 2013 mityng Grand Prix Sopotu im. Janusza Sidły. Na 100 dni przed mistrzostwami zorganizowano bieg dla amatorów ulicami Sopotu – meta zlokalizowana była w Ergo Arenie. W imprezie wzięło udział ok. 700 osób w tym m.in. prezydent Sopotu Jacek Karnowski oraz lekkoatleci Wilson Kipketer (były rekordzista świata w biegu na 800 metrów), Anna Rogowska czy Mateusz Didenkow. Po biegu w ciągu ścieżki biegnącej w pobliżu hali ustanowiono Sportową Aleję Dębów mającą uhonorować wybitnych lekkoatletów związanych z Gdańskiem i Sopotem – swoje dęby i tabliczki odsłonili Wilson Kipketer, skoczkini wzwyż Jarosława Jóźwiakowska, długodystansowiec Kazimierz Zimny, tyczkarka Anna Rogowska oraz wdowa po oszczepniku Januszu Sidle Ewa Sidło. Od 2013 roku na antenie TVP Gdańsk emitowana była audycja Mistrzowski Sopot 2014 – od stycznia 2014 program, przygotowywany przez trójmiejski oddział Telewizji Polskiej, nadawany był także w TVP Sport. 15 stycznia 2014, na 50 dni przed mistrzostwami, podczas konferencji prasowej przedstawiono gotowe medale, które będą wręczane zawodnikom podczas imprezy. Na 16 lutego 2014 zaplanowano Dzień Otwarty podczas którego wszyscy chętni mogli obejrzeć przygotowaną do zawodów lekkoatletycznych Ergo Arenę – tego dnia do hali przyszło ok. 5600 osób.

## Ambasadorzy
Ambasadorami mistrzostw zostali wybrani utytułowani lekkoatleci: mistrz olimpijski w rzucie młotem Szymon Ziółkowski, złoci medaliści igrzysk olimpijskich w skoku o tyczce Władysław Kozakiewicz i Jean Galfione oraz halowy rekordzista świata w biegu na 800 metrów Wilson Kipketer. W grudniu 2013 do grona ambasadorów imprezy dołączył czterokrotny mistrz olimpijski w chodzie sportowym Robert Korzeniowski. Na początku 2014 roku ogłoszono, że kolejnymi ambasadorami mistrzostw zostali ukraińska wieloboistka Natala Dobrynśka, kanadyjski sprinter Bruny Surin oraz amerykański płotkarz Allen Johnson.

## Rezultaty

### Mężczyźni
| Konkurencja:                               | 1. miejsce | Rezultat     | 2. miejsce                                                                                                  | Rezultat     | 3. miejsce | Rezultat     | Źródło |
| Bieg na 60 metrów (szczegóły)              | Richard Kilty | 6,49 PB      | Marvin Bracy                                                                                                | 6,51         | Femi Ogunode | 6,52         | [ 58 ] |
| Bieg na 400 metrów (szczegóły)             | Pavel Maslák | 45,24 NR     | Chris Brown                                                                                                 | 45,58 PB     | Kyle Clemons | 45,74        | [ 59 ] |
| Bieg na 800 metrów (szczegóły)             | Mohammed Aman | 1:46,40      | Adam Kszczot                                                                                                | 1:46,76      | Andrew Osagie | 1:47,10      | [ 60 ] |
| Bieg na 1500 metrów (szczegóły)            | Ayanleh Souleiman | 3:37,52      | Aman Wote                                                                                                   | 3:38,08      | Abdalaati Iguider | 3:38,21      | [ 61 ] |
| Bieg na 3000 metrów (szczegóły)            | Caleb Ndiku | 7:54,94      | Bernard Lagat                                                                                               | 7:55,22      | Dejen Gebremeskel | 7:55,39      | [ 62 ] |
| Bieg na 60 metrów przez płotki (szczegóły) | Omo Osaghae | 7,45 WL PB   | Pascal Martinot-Lagarde                                                                                     | 7,46         | Garfield Darien | 7,47 PB      | [ 63 ] |
| Sztafeta 4 × 400 metrów (szczegóły)        | Stany Zjednoczone · Kyle Clemons · David Verburg · Kind Butler · Calvin Smith · Clayton Parros (elim.) · Ricky Babineaux (elim.) | 3:02,13 WR   | Wielka Brytania · Conrad Williams · Jamie Bowie · Luke Lennon-Ford · Nigel Levine · Michael Bingham (elim.) | 3:03,49 SB   | Jamajka · Errol Nolan · Allodin Fothergill · Akheem Gauntlett · Edino Steele · Dane Hyatt (elim.) · Jermaine Brown (elim.) | 3:03,69 NR   | [ 64 ] |
| Skok wzwyż (szczegóły)                     | Mutazz Isa Barszim | 2,38 AR      | Andrij Procenko                                                                                             | 2,36PB       | Erik Kynard | 2,34 SB      | [ 65 ] |
| Skok o tyczce (szczegóły)                  | Konstandinos Filipidis | 5,80 PB      | Malte Mohr                                                                                                  | 5,80         | Jan Kudlička | 5,80 PB      | [ 66 ] |
| Skok w dal (szczegóły)                     | Mauro da Silva | 8,28 =NR     | Li Jinzhe                                                                                                   | 8,23 PB      | Michel Tornéus | 8,21 SB      | [ 67 ] |
| Trójskok (szczegóły)                       | Lukman Adams | 17,37 WL PB  | Ernesto Revé                                                                                                | 17,33 PB     | Pedro Pablo Pichardo | 17,24        | [ 68 ] |
| Pchnięcie kulą (szczegóły)                 | Ryan Whiting | 22,05        | David Storl                                                                                                 | 21,79 SB     | Tomas Walsh | 21,26 AR     | [ 69 ] |
| Siedmiobój (szczegóły)                     | Ashton Eaton | 6632 pkt. WL | Andrej Krauczanka                                                                                           | 6303 pkt. NR | Thomas Van der Plaetsen | 6259 pkt. NR | [ 70 ] |

### Kobiety
| Konkurencja:                               | 1. miejsce | Rezultat        | 2. miejsce | Rezultat     | 3. miejsce | Rezultat     | Źródło |
| Bieg na 60 metrów (szczegóły)              | Shelly-Ann Fraser-Pryce | 6,98 WL PB      | Murielle Ahouré | 7,01 SB      | Tianna Bartoletta                                                                                             | 7,06 SB      | [ 71 ] |
| Bieg na 400 metrów (szczegóły)             | Francena McCorory | 51,12           | Kaliese Spencer | 51,54 SB     | Shaunae Miller                                                                                                | 52,06        | [ 72 ] |
| Bieg na 800 metrów (szczegóły)             | Chanelle Price | 2:00,09 WL PB   | Angelika Cichocka | 2:00,45      | Maryna Arzamasawa                                                                                             | 2:00,79 PB   | [ 73 ] |
| Bieg na 1500 metrów (szczegóły)            | Abeba Aregawi | 4:00,61         | Axumawit Embaye | 4:07,12 PB   | Nicole Sifuentes                                                                                              | 4:07,61 NR   | [ 74 ] |
| Bieg na 3000 metrów (szczegóły)            | Genzebe Dibaba | 8:55,04         | Hellen Onsando Obiri | 8:57,72      | Maryam Yusuf Jamal                                                                                            | 8:59,16      | [ 75 ] |
| Bieg na 60 metrów przez płotki (szczegóły) | Nia Ali | 7,80 =PB        | Sally Pearson | 7,85         | Tiffany Porter                                                                                                | 7,86 SB      | [ 76 ] |
| Sztafeta 4 × 400 metrów (szczegóły)        | Stany Zjednoczone · Natasha Hastings · Joanna Atkins · Francena McCorory · Cassandra Tate · Jernail Hayes (elim.) · Monica Hargrove (elim.) | 3:24,83 WL      | Jamajka · Patricia Hall · Anneisha McLaughlin · Kaliese Spencer · Stephenie Ann McPherson · Verone Chambers (elim.) · Natoya Goule (elim.) | 3:26,84 NR   | Wielka Brytania · Eilidh Child · Shana Cox · Margaret Adeoye · Christine Ohuruogu · Victoria Ohuruogu (elim.) | 3:27,90 SB   | [ 77 ] |
| Skok wzwyż (szczegóły)                     | Kamila Lićwinko Marija Kuczina | 2,00 =NR 2,00   | – | –            | Ruth Beitia                                                                                                   | 2,00 SB      | [ 78 ] |
| Skok o tyczce (szczegóły)                  | Yarisley Silva | 4,70 SB         | Anżelika Sidorowa Jiřina Svobodová | 4,70         | |              | [ 79 ] |
| Skok w dal (szczegóły)                     | Éloyse Lesueur | 6,85            | Katarina Johnson-Thompson | 6,81 PB      | Ivana Španović                                                                                                | 6,77         | [ 80 ] |
| Trójskok (szczegóły)                       | Jekatierina Koniewa | 14,46           | Olha Saładucha | 14,45        | Kimberly Williams                                                                                             | 14,39 PB     | [ 81 ] |
| Pchnięcie kulą (szczegóły)                 | Valerie Adams | 20,67 WL        | Christina Schwanitz | 19,94        | Gong Lijiao                                                                                                   | 19,24 SB     | [ 82 ] |
| Pięciobój (szczegóły)                      | Nadine Broersen | 4830 pkt. WL NR | Brianne Theisen-Eaton | 4768 pkt. NR | Alina Fiodorowa                                                                                               | 4724 pkt. PB | [ 83 ] |

## Klasyfikacja medalowa

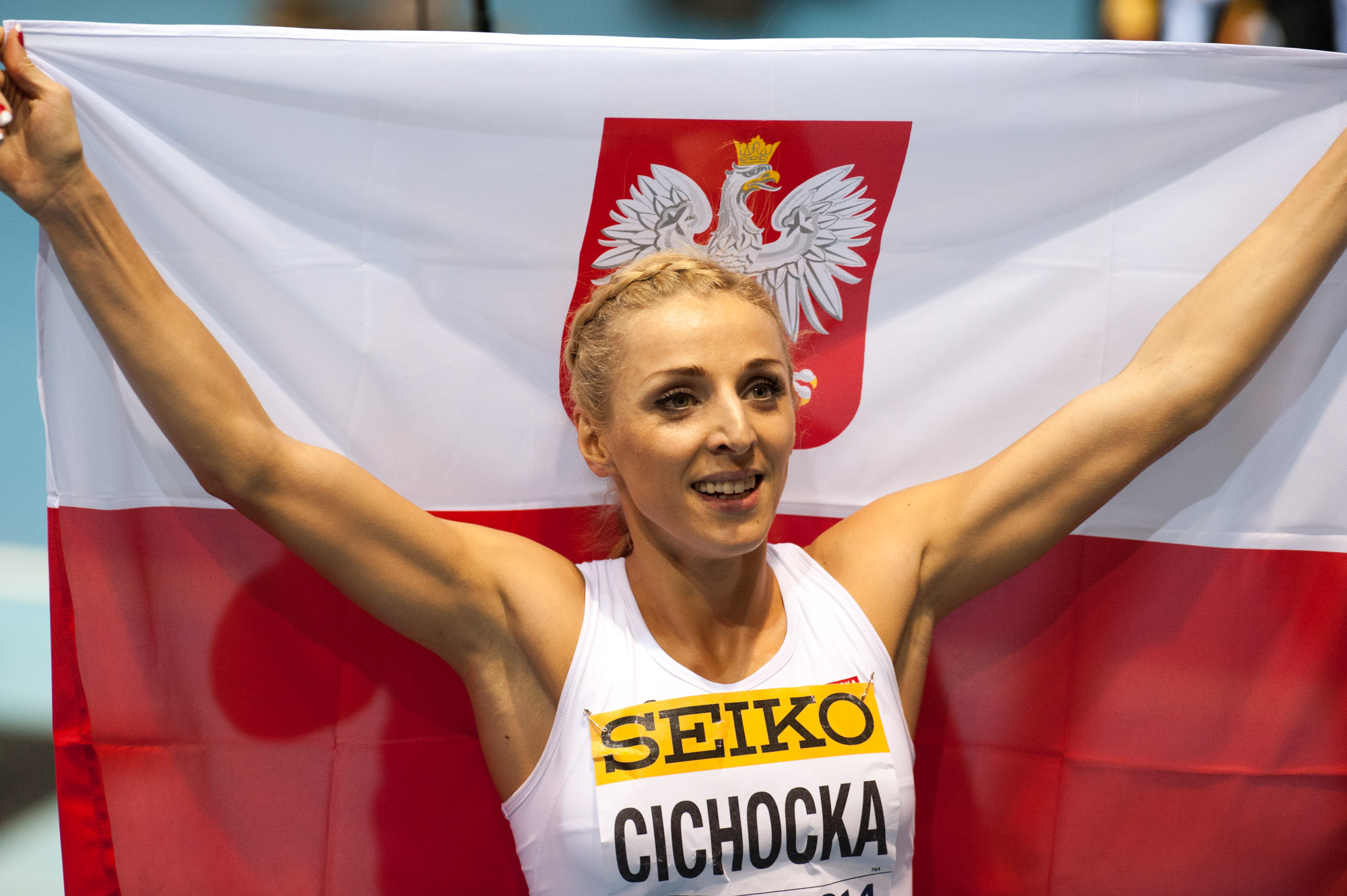
Angelika Cichocka po zdobyciu srebra w biegu na 800 metrów

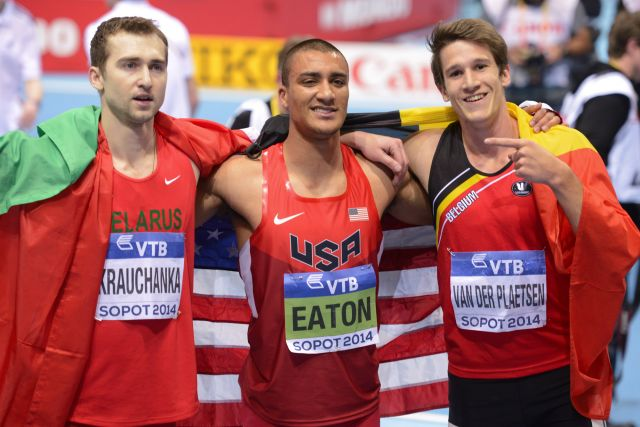
Medaliści siedmioboju

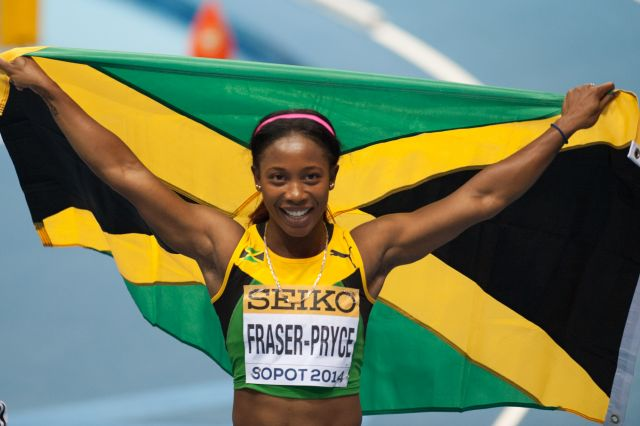
Shelly-Ann Fraser-Pryce, zdobywczyni jedynego złotego medalu reprezentacji Jamajki

| Miejsce | Reprezentacja            | Złoto | Srebro | Brąz | Razem |
| 1.      | Stany Zjednoczone        | 8     | 2      | 3    | 13    |
| 2.      | Rosja                    | 3     | 1      | 0    | 4     |
| 3.      | Etiopia                  | 2     | 2      | 1    | 5     |
| 4.      | Wielka Brytania          | 1     | 2      | 3    | 6     |
| 5.      | Jamajka                  | 1     | 2      | 2    | 5     |
| 6.      | Polska                   | 1     | 2      | 0    | 3     |
| 7.      | Czechy                   | 1     | 1      | 1    | 3     |
| 7.      | Francja                  | 1     | 1      | 1    | 3     |
| 7.      | Kuba                     | 1     | 1      | 1    | 3     |
| 10.     | Kenia                    | 1     | 1      | 0    | 2     |
| 11.     | Nowa Zelandia            | 1     | 0      | 1    | 2     |
| 11.     | Katar                    | 1     | 0      | 1    | 2     |
| 11.     | Szwecja                  | 1     | 0      | 1    | 2     |
| 14.     | Brazylia                 | 1     | 0      | 0    | 1     |
| 14.     | Dżibuti                  | 1     | 0      | 0    | 1     |
| 14.     | Grecja                   | 1     | 0      | 0    | 1     |
| 14.     | Holandia                 | 1     | 0      | 0    | 1     |
| 18.     | Niemcy                   | 0     | 3      | 0    | 3     |
| 19.     | Ukraina                  | 0     | 2      | 1    | 3     |
| 20.     | Białoruś                 | 0     | 1      | 1    | 2     |
| 20.     | Kanada                   | 0     | 1      | 1    | 2     |
| 20.     | Chiny                    | 0     | 1      | 1    | 2     |
| 20.     | Bahamy                   | 0     | 1      | 1    | 2     |
| 24.     | Australia                | 0     | 1      | 0    | 1     |
| 24.     | Wybrzeże Kości Słoniowej | 0     | 1      | 0    | 1     |
| 26.     | Bahrajn                  | 0     | 0      | 1    | 1     |
| 26.     | Belgia                   | 0     | 0      | 1    | 1     |
| 26.     | Hiszpania                | 0     | 0      | 1    | 1     |
| 26.     | Maroko                   | 0     | 0      | 1    | 1     |
| 26.     | Serbia                   | 0     | 0      | 1    | 1     |
| Razem   | Razem                    | 27    | 26     | 25   | 78    |

## Uczestnicy
- Albania (1)[84]
- Andora (1)
- Angola (1)
- Anguilla (1)
- Antigua i Barbuda (1)
- Argentyna (1)
- Armenia (1)
- Aruba (1)
- Australia (3)
- Austria (2)
- Azerbejdżan (1)
- Bahamy (11)[85]
- Bahrajn (2)
- Belgia (4)
- Białoruś (9)
- Boliwia (1)
- Bośnia i Hercegowina (1)
- Brazylia (7)
- Brytyjskie Wyspy Dziewicze (1)
- Bułgaria (2)
- Burkina Faso (1)
- Chile (1)
- ChRL (14)
- Chińskie Tajpej (1)
- Chorwacja (3)[86]
- Cypr (1)
- Czechy (9)[87]
- Dania (2)
- Dominika (1)
- Dominikana (3)
- Dżibuti (2)
- Egipt (1)
- Estonia (2)[88]
- Etiopia (11)[89]
- Finlandia (3)[87]
- Francja (7)[87]
- Gabon (1)
- Ghana (1)
- Gibraltar (1)[90]
- Grecja (6)[87]
- Grenada (1)
- Gruzja (1)
- Guam (1)
- Gujana (2)
- Gwinea Równikowa (1)
- Haiti (1)
- Hiszpania (13)[91]
- Holandia (14)
- Honduras (1)
- Hongkong (1)
- Indie (1)[90]
- Irak (1)
- Iran (2)
- Irlandia (5)[92]
- Islandia (2)
- Izrael (1)
- Jamajka (23)[93]
- Japonia (6)
- Kajmany (1)
- Kanada (9)
- Katar (4)
- Kazachstan (1)
- Kenia (8)[94]
- Kirgistan (1)
- Komory (1)
- Kongo (1)
- Kostaryka (1)
- Kuba (6)
- Kuwejt (1)
- Lesotho (1)
- Liban (1)
- Litwa (1)
- Luksemburg (1)
- Łotwa (1)
- Macedonia Północna (1)
- Madagaskar (1)
- Makau (1)
- Mali (1)
- Malta (1)
- Mariany Północne (1)
- Maroko (7)
- Mauritius (1)
- Meksyk (1)
- Mikronezja (1)
- Mołdawia (1)
- Monako (1)[90]
- Nauru (1)
- Niemcy (21)[95]
- Nigeria (12)
- Nikaragua (1)
- Norwegia (1)
- Nowa Zelandia (5)
- Oman (1)
- Pakistan (1)
- Palestyna (1)
- Panama (2)
- Papua-Nowa Gwinea (1)
- Paragwaj (1)
- Peru (1)
- Polinezja Francuska (1)
- Polska (37)[96]
- Portoryko (1)
- Portugalia (4)
- Południowa Afryka (6)
- Rosja (37)[97]
- Rumunia (11)
- Saint Kitts i Nevis (2)
- Saint Lucia (1)
- Saint Vincent i Grenadyny (1)
- Samoa (1)
- Samoa Amerykańskie (1)
- San Marino (1)
- Senegal (1)
- Serbia (2)
- Seszele (1)
- Sierra Leone (1)
- Singapur (1)
- Słowacja (2)[87]
- Słowenia (4)
- Somalia (1)
- Stany Zjednoczone (48)[98]
- Suazi (1)
- Sudan (1)
- Szwajcaria (1)
- Szwecja (7)[87]
- Tadżykistan (1)
- Trynidad i Tobago (4)
- Turcja (3)
- Ukraina (20)
- Urugwaj (1)
- Uzbekistan (2)
- Węgry (2)[87]
- Wielka Brytania (35)[99]
- Włochy (12)
- Wybrzeże Kości Słoniowej (1)
- Wyspy Cooka (1)
- Wyspy Dziewicze Stanów Zjednoczonych (2)
- Wyspy Marshalla (1)
- Zambia (1)
- Zimbabwe (2)
- Zjednoczone Emiraty Arabskie (2)